# Gladiolus huttonii
Gladiolus huttonii là một loài thực vật có hoa trong họ Diên vĩ. Loài này được (N.E.Br.) Goldblatt & M.P.de Vos miêu tả khoa học đầu tiên năm 1989 publ. 1990.